# 30 jaar onderweg
30 jaar onderweg is een dubbelalbum uit 1998 van het duo Elly en Rikkert. Het album is samengesteld uit oude en nieuwe nummers uit het repertoire van Elly en Rikkert. Verschillende bekende muzikanten waar het duo in de loop der jaren mee samengewerkt heeft, hebben ook aan dit album hun bijdrage geleverd, zoals Boudewijn de Groot, Hans Vermeulen, Ernst Jansz, Dimitri van Toren, Esther Tims en Johan Verminnen.

## Tracklist

### Cd 1
1. Vreemde vogels - 3:16
2. Sorry Heer - 2:23
3. De Zeven Tuinen - 3:56
4. De Draad Van Ariadne - 4:24
5. Als Er Een Ster Valt - 4:04
6. De Kauwgomballenboom - 2:53
7. Godin Van De Liefde - 3:58
8. Parsifal - 4:00
9. Alles Is Vrij - 2:53
10. Onderweg - 2:27
11. Wij Zullen Samenkomen - 1:23
12. Adem (Ouverture) - 1:52
13. De Harlekijn - 2:55
14. Het Huis Bij De Zee - 3:02
15. Sta Op En Wandel - 3:51
16. De Zwerver - 3:21
17. Kind Van De Zon - 4:47
18. De Priester En De Visser - 2:29
19. Wie Hij Was - 3:47
20. Wat Was Ik Zonder Liefde - 2:13
21. Voor Een Vriend - 3:31

### Cd 2
1. Het Bruiloftsmaal - 3:25
2. Vermoeide Reiziger - 2:50
3. Maskers Af - 2:15
4. Slaap Je Al / Verwende Jongetjes - 2:25
5. Het Hart Op De Tong - 3:25
6. Zo Koud - 4:04
7. Jarenlang - 2:15
8. Koorddanser - 3:52
9. Zanger Op De Lijnbaan - 3:49
10. De Tranen Van De Kleine Mensen - 4:04
11. Avondhuis - 4:22
12. Al Die Jaren - 3:47 (met: Boudewijn de Groot, Dimitri van Toren, Esther Tims en Johan Verminnen)
13. Aan Jou - 0:27
14. Altijd Jong - 3:00 (met: Hans Vermeulen)
15. Een Huis Om In Te Schuilen - 3:33
16. Troost Mij - 3:26 (met: Dimitri van Toren)
17. Het Mooiste Lied - 3:54 (met: Esther Tims)
18. Dromer - 4:59 (met: Boudewijn de Groot)
19. Twee Oude Mensen - 3:29 (met: Johan Verminnen)
20. Wat Geweest Is - 3:15 (met: Ernst Jansz)
21. En Juist Daarom - 2:33